# Lijst van spoorwegstations in het Verenigd Koninkrijk - A
Dit is een lijst van spoorwegstations in het Verenigd Koninkrijk waarvan de naam begint met een A.
| Station                            | Code | Graafschap/ County/ City | District                  | Beheerder                    | Passagiers in/uit 2004-2005 (mln) | Passagiers in/uit 2005-2006 (mln) | Passagiers in/uit 2006-2007 (mln) | Passagiers in/uit 2007-2008 (mln) | Passagiers in/uit 2008-2009 (mln) |
| ---------------------------------- | ---- | ------------------------ | ------------------------- | ---------------------------- | --------------------------------- | --------------------------------- | --------------------------------- | --------------------------------- | --------------------------------- |
| Abbey Wood                         | ABW  | Groot-Londen             | Greenwich                 | Southeastern                 | 2,202                             | 2,09                              | 2,804                             | 3,096                             | 3,029                             |
| Aber                               | ABE  | Caerphilly               |                           | Transport for Wales          | 0,134                             | 0,137                             | 0,169                             | 0,183                             | 0,192                             |
| Abercynon                          | ACY  | Rhondda Cynon Taf        |                           | Transport for Wales          | 0,092                             | 0,082                             | 0,07                              | 0,383                             | 0,194                             |
| Aberdare                           | ABA  | Rhondda Cynon Taf        |                           | Transport for Wales          | 0,464                             | 0,466                             | 0,469                             | 0,472                             | 0,506                             |
| Aberdeen                           | ABD  | Aberdeen City            |                           | ScotRail                     | 1,932                             | 2,108                             | 2,279                             | 2,47                              | 2,569                             |
| Aberdour                           | AUR  | Fife                     |                           | ScotRail                     | 0,113                             | 0,11                              | 0,12                              | 0,122                             | 0,128                             |
| Aberdovey                          | AVY  | Gwynedd                  |                           | Transport for Wales          | 0,023                             | 0,02                              | 0,023                             | 0,025                             | 0,025                             |
| Abererch                           | ABH  | Gwynedd                  |                           | Transport for Wales          | 0,001                             | 0,001                             | 0,001                             | 0,001                             | 0,001                             |
| Abergavenny                        | AGV  | Monmouthshire            |                           | Transport for Wales          | 0,279                             | 0,284                             | 0,292                             | 0,31                              | 0,316                             |
| Abergele and Pensarn               | AGL  | Conwy                    |                           | Transport for Wales          | 0,06                              | 0,058                             | 0,063                             | 0,064                             | 0,07                              |
| Aberystwyth                        | AYW  | Ceredigion               |                           | Transport for Wales          | 0,241                             | 0,254                             | 0,257                             | 0,269                             | 0,273                             |
| Accrington                         | ACR  | Lancashire               | Hyndburn                  | Northern Rail                | 0,216                             | 0,224                             | 0,237                             | 0,26                              | 0,276                             |
| Achanalt                           | AAT  | Highland                 |                           | ScotRail                     | 0                                 | 0                                 | 0                                 | 0                                 | 0                                 |
| Achnasheen                         | ACN  | Highland                 |                           | ScotRail                     | 0,002                             | 0,002                             | 0,003                             | 0,003                             | 0,003                             |
| Achnashellach                      | ACH  | Highland                 |                           | ScotRail                     | 0,001                             | 0,001                             | 0,001                             | 0,001                             | 0,001                             |
| Acklington                         | ACK  | Northumberland           | Alnwick                   | Northern Rail                | 0,001                             | 0,001                             | 0,001                             | 0,001                             | 0,001                             |
| Acle                               | ACL  | Norfolk                  | Broadland                 | National Express East Anglia | 0,033                             | 0,032                             | 0,034                             | 0,053                             | 0,051                             |
| Acocks Green                       | ACG  | West Midlands            | Birmingham                | West Midland Trains          | 0,149                             | 0,15                              | 0,16                              | 0,161                             | 0,384                             |
| Acton Bridge                       | ACB  | Cheshire                 | Cheshire West and Chester | West Midland Trains          | 0,003                             | 0,004                             | 0,009                             | 0,011                             | 0,014                             |
| Acton Central                      | ACC  | Groot-Londen             | Ealing                    | London Overground            | 0,358                             | 0,416                             | 1,334                             | 1,374                             | 1,112                             |
| Acton Main Line                    | AML  | Groot-Londen             | Ealing                    | Great Western Railway        | 0,115                             | 0,088                             | 0,309                             | 0,394                             | 0,336                             |
| Adderley Park                      | ADD  | West Midlands            | Birmingham                | West Midland Trains          | 0,027                             | 0,029                             | 0,02                              | 0,02                              | 0,03                              |
| Addiewell                          | ADW  | West Lothian             |                           | ScotRail                     | 0,009                             | 0,01                              | 0,01                              | 0,013                             | 0,015                             |
| Addlestone                         | ASN  | Surrey                   | Runnymede                 | South West Trains            | 0,213                             | 0,238                             | 0,286                             | 0,388                             | 0,403                             |
| Adisham                            | ADM  | Kent                     | Canterbury                | Southeastern                 | 0,054                             | 0,054                             | 0,059                             | 0,056                             | 0,049                             |
| Adlington (Cheshire)               | ADC  | Cheshire                 | Macclesfield              | Northern Rail                | 0,012                             | 0,016                             | 0,016                             | 0,016                             | 0,016                             |
| Adlington (Lancashire)             | ADL  | Lancashire               | Chorley                   | Northern Rail                | 0,08                              | 0,082                             | 0,083                             | 0,094                             | 0,091                             |
| Adwick                             | AWK  | South Yorkshire          | Doncaster                 | Northern Rail                | 0,176                             | 0,176                             | 0,157                             | 0,161                             | 0,254                             |
| Aigburth                           | AIG  | Merseyside               | Liverpool                 | Merseyrail                   | 0,179                             | 0,241                             | 0,247                             | 0,265                             | 0,761                             |
| Ainsdale                           | ANS  | Merseyside               | Sefton                    | Merseyrail                   | 0,289                             | 0,323                             | 0,328                             | 0,346                             | 0,998                             |
| Aintree                            | AIN  | Merseyside               | Sefton                    | Merseyrail                   | 0,388                             | 0,377                             | 0,412                             | 0,473                             | 1,251                             |
| Airbles                            | AIR  | North Lanarkshire        |                           | ScotRail                     | 0,062                             | 0,079                             | 0,089                             | 0,094                             | 0,115                             |
| Airdrie                            | ADR  | North Lanarkshire        |                           | ScotRail                     | 0,91                              | 0,952                             | 0,994                             | 0,988                             | 1,209                             |
| Albany Park                        | AYP  | Groot-Londen             | Bexley                    | Southeastern                 | 0,728                             | 0,765                             | 0,938                             | 0,965                             | 0,969                             |
| Albrighton                         | ALB  | Shropshire               | Bridgnorth                | West Midland Trains          | 0,044                             | 0,05                              | 0,056                             | 0,064                             | 0,077                             |
| Alderley Edge                      | ALD  | Cheshire                 | Macclesfield              | Northern Rail                | 0,108                             | 0,108                             | 0,091                             | 0,155                             | 0,173                             |
| Aldermaston                        | AMT  | West Berkshire           |                           | Great Western Railway        | 0,039                             | 0,046                             | 0,057                             | 0,062                             | 0,065                             |
| Aldershot                          | AHT  | Hampshire                | Rushmoor                  | South West Trains            | 1,121                             | 1,196                             | 1,277                             | 1,415                             | 1,441                             |
| Aldrington                         | AGT  | Brighton and Hove        |                           | Southern                     | 0,107                             | 0,118                             | 0,129                             | 0,149                             | 0,151                             |
| Alexandra Palace                   | AAP  | Groot-Londen             | Haringey                  | Govia Thameslink Railway     | 0,61                              | 0,693                             | 1,043                             | 1,311                             | 1,058                             |
| Alexandra Parade                   | AXP  | Glasgow City             |                           | ScotRail                     | 0,084                             | 0,106                             | 0,099                             | 0,106                             | 0,142                             |
| Alexandria                         | ALX  | West Dunbartonshire      |                           | ScotRail                     | 0,276                             | 0,305                             | 0,295                             | 0,298                             | 0,405                             |
| Alfreton                           | ALF  | Derbyshire               | Amber Valley              | East Midlands Railway        | 0,151                             | 0,154                             | 0,157                             | 0,135                             | 0,159                             |
| Allens West                        | ALW  | Stockton-on-Tees         | Stockton-on-Tees          | Northern Rail                | 0,051                             | 0,069                             | 0,067                             | 0,072                             | 0,067                             |
| Alloa                              | ALO  | Clackmannanshire         |                           | Northern Rail                |                                   |                                   |                                   |                                   | 0,336                             |
| Alness                             | ASS  | Highland                 |                           | ScotRail                     | 0,007                             | 0,008                             | 0,01                              | 0,012                             | 0,014                             |
| Alnmouth                           | ALM  | Northumberland           | Alnwick                   | Northern Rail                | 0,135                             | 0,165                             | 0,172                             | 0,182                             | 0,197                             |
| Alresford (Essex)                  | ALR  | Essex                    | Tendring                  | National Express East Anglia | 0,049                             | 0,045                             | 0,049                             | 0,047                             | 0,051                             |
| Alsager                            | ASG  | Cheshire                 | Congleton                 | East Midlands Railway        | 0,022                             | 0,026                             | 0,032                             | 0,037                             | 0,035                             |
| Althorne                           | ALN  | Essex                    | Maldon                    | National Express East Anglia | 0,043                             | 0,04                              | 0,034                             | 0,047                             | 0,042                             |
| Althorpe                           | ALP  | North Lincolnshire       |                           | Northern Rail                | 0,005                             | 0,007                             | 0,007                             | 0,01                              | 0,009                             |
| Altnabreac                         | ABC  | Highland                 |                           | ScotRail                     | 0                                 | 0                                 | 0                                 | 0                                 | 0                                 |
| Alton                              | AON  | Hampshire                | East Hampshire            | South West Trains            | 0,481                             | 0,498                             | 0,548                             | 0,626                             | 0,651                             |
| Altrincham                         | ALT  | Greater Manchester       | Trafford                  | Northern Rail                | 0,194                             | 0,21                              | 0,223                             | 0,283                             | 0,261                             |
| Alvechurch                         | ALV  | Worcestershire           | Bromsgrove                | West Midland Trains          | 0,077                             | 0,094                             | 0,094                             | 0,094                             | 0,135                             |
| Ambergate                          | AMB  | Derbyshire               | Amber Valley              | East Midlands Railway        | 0,019                             | 0,019                             | 0,017                             | 0,02                              | 0,026                             |
| Amberley                           | AMY  | West Sussex              | Horsham                   | Southern                     | 0,033                             | 0,034                             | 0,038                             | 0,04                              | 0,049                             |
| Amersham                           | AMR  | Buckinghamshire          | Chiltern                  | London Underground           |                                   |                                   | 1,806                             | 1,511                             | 1,06                              |
| Ammanford                          | AMF  | Carmarthenshire          |                           | Transport for Wales          | 0,017                             | 0,015                             | 0,012                             | 0,015                             | 0,017                             |
| Ancaster                           | ANC  | Lincolnshire             | South Kesteven            | East Midlands Railway        | 0,004                             | 0,005                             | 0,006                             | 0,005                             | 0,005                             |
| Anderston                          | AND  | Glasgow City             |                           | ScotRail                     | 0,241                             | 0,341                             | 0,382                             | 0,429                             | 0,651                             |
| Andover                            | ADV  | Hampshire                | Test Valley               | South West Trains            | 0,982                             | 0,991                             | 1,015                             | 1,041                             | 1,071                             |
| Anerley                            | ANY  | Groot-Londen             | Bromley                   | Southern                     | 0,239                             | 0,235                             |                                   | 0,408                             | 0,388                             |
| Angel Road                         | AGR  | Groot-Londen             | Enfield                   | National Express East Anglia | 0,017                             | 0,016                             | 0,016                             | 0,037                             | 0,032                             |
| Angmering                          | ANG  | West Sussex              | Arun                      | Southern                     | 0,526                             | 0,554                             | 0,614                             | 0,66                              | 0,678                             |
| Annan                              | ANN  | Dumfries and Galloway    |                           | ScotRail                     | 0,113                             | 0,116                             | 0,094                             | 0,1                               | 0,113                             |
| Anniesland                         | ANL  | Glasgow City             |                           | ScotRail                     | 0,662                             | 0,775                             | 0,809                             | 0,849                             | 1,093                             |
| Ansdell and Fairhaven              | AFV  | Lancashire               | Fylde                     | Northern Rail                | 0,027                             | 0,031                             | 0,034                             | 0,036                             | 0,037                             |
| Appleby railway station (Engeland) | APP  | Cumbria                  | Eden                      | Northern Rail                | 0,063                             | 0,066                             | 0,062                             | 0,062                             | 0,062                             |
| Appledore (Kent)                   | APD  | Kent                     | Ashford                   | Southern                     | 0,021                             | 0,021                             | 0,026                             | 0,031                             | 0,033                             |
| Appleford                          | APF  | Oxfordshire              | Vale of White Horse       | Great Western Railway        | 0,011                             | 0,011                             | 0,01                              | 0,008                             | 0,011                             |
| Appley Bridge                      | APB  | Lancashire               | West Lancashire           | Northern Rail                | 0,146                             | 0,172                             | 0,174                             | 0,178                             | 0,206                             |
| Apsley                             | APS  | Hertfordshire            | Dacorum                   | West Midland Trains          | 0,326                             | 0,372                             | 0,415                             | 0,406                             | 0,396                             |
| Arbroath                           | ARB  | Angus                    |                           | ScotRail                     | 0,373                             | 0,397                             | 0,393                             | 0,428                             | 0,41                              |
| Ardgay                             | ARD  | Highland                 |                           | ScotRail                     | 0,002                             | 0,003                             | 0,004                             | 0,006                             | 0,007                             |
| Ardlui                             | AUI  | Argyll and Bute          |                           | ScotRail                     | 0,002                             | 0,002                             | 0,002                             | 0,002                             | 0,002                             |
| Ardrossan Harbour                  | ADS  | North Ayrshire           |                           | ScotRail                     | 0,066                             | 0,067                             | 0,068                             | 0,085                             | 0,118                             |
| Ardrossan South Beach              | ASB  | North Ayrshire           |                           | ScotRail                     | 0,181                             | 0,187                             | 0,192                             | 0,201                             | 0,257                             |
| Ardrossan Town                     | ADN  | North Ayrshire           |                           | ScotRail                     | 0,014                             | 0,016                             | 0,017                             | 0,015                             | 0,023                             |
| Ardwick                            | ADK  | Greater Manchester       | Manchester                | Northern Rail                | 0                                 | 0                                 | 0                                 | 0                                 | 0,001                             |
| Argyle Street                      | AGS  | Glasgow City             |                           | ScotRail                     | 0,467                             | 0,574                             | 0,617                             | 0,606                             | 0,912                             |
| Arisaig                            | ARG  | Highland                 |                           | ScotRail                     | 0,007                             | 0,007                             | 0,008                             | 0,007                             | 0,006                             |
| Arlesey                            | ARL  | Bedfordshire             | Mid Bedfordshire          | Govia Thameslink Railway     | 0,327                             | 0,35                              | 0,369                             | 0,398                             | 0,414                             |
| Armathwaite                        | AWT  | Cumbria                  | Eden                      | Northern Rail                | 0,009                             | 0,01                              | 0,008                             | 0,008                             | 0,01                              |
| Arnside                            | ARN  | Cumbria                  | South Lakeland            | First TransPennine Express   | 0,089                             | 0,091                             | 0,093                             | 0,105                             | 0,102                             |
| Arram                              | ARR  | East Riding of Yorkshire |                           | Northern Rail                | 0,002                             | 0,002                             | 0,002                             | 0,003                             | 0,003                             |
| Arrochar and Tarbet                | ART  | Argyll and Bute          |                           | ScotRail                     | 0,008                             | 0,009                             | 0,01                              | 0,01                              | 0,01                              |
| Arundel                            | ARU  | West Sussex              | Arun                      | Southern                     | 0,233                             | 0,24                              | 0,25                              | 0,266                             | 0,262                             |
| Ascot                              | ACT  | Windsor and Maidenhead   |                           | South West Trains            | 0,94                              | 0,789                             | 1,008                             | 1,046                             | 1,081                             |
| Station Ascott-under-Wychwood      | AUW  | Oxfordshire              | West Oxfordshire          | Great Western Railway        | 0,003                             | 0,003                             | 0,002                             | 0,002                             | 0,003                             |
| Ash                                | ASH  | Surrey                   | Guildford                 | South West Trains            | 0,216                             | 0,224                             | 0,239                             | 0,272                             | 0,282                             |
| Ash Vale                           | AHV  | Surrey                   | Guildford                 | South West Trains            | 0,395                             | 0,398                             | 0,407                             | 0,472                             | 0,477                             |
| Ashburys                           | ABY  | Greater Manchester       | Manchester                | Northern Rail                | 0,056                             | 0,053                             | 0,047                             | 0,045                             | 0,067                             |
| Ashchurch for Tewkesbury           | ASC  | Gloucestershire          | Tewkesbury                | Great Western Railway        | 0,048                             | 0,057                             | 0,065                             | 0,058                             | 0,067                             |
| Ashfield                           | ASF  | Glasgow City             |                           | ScotRail                     | 0,04                              | 0,039                             | 0,042                             | 0,044                             | 0,058                             |
| Ashford (Surrey)                   | AFS  | Surrey                   | Spelthorne                | South West Trains            | 0,611                             | 0,642                             | 0,698                             | 0,929                             | 0,999                             |
| Ashford International              | AFK  | Kent                     | Ashford                   | Southeastern                 | 2,286                             | 2,409                             | 2,606                             | 2,819                             | 2,759                             |
| Ashley                             | ASY  | Cheshire                 | Macclesfield              | Northern Rail                | 0,003                             | 0,004                             | 0,004                             | 0,004                             | 0,005                             |
| Ashtead                            | AHD  | Surrey                   | Mole Valley               | Southern                     | 0,83                              | 0,874                             | 0,925                             | 1,036                             | 1,048                             |
| Ashton-Under-Lyne                  | AHN  | Greater Manchester       | Tameside                  | Northern Rail                | 0,325                             | 0,338                             | 0,338                             | 0,344                             | 0,451                             |
| Ashurst                            | AHS  | Kent                     | Tunbridge Wells           | Southern                     | 0,007                             | 0,011                             | 0,015                             | 0,017                             | 0,02                              |
| Ashurst New Forest                 | ANF  | Hampshire                | New Forest                | South West Trains            | 0,049                             | 0,057                             | 0,071                             | 0,083                             | 0,089                             |
| Ashwell and Morden                 | AWM  | Cambridgeshire           | South Cambridgeshire      | Govia Thameslink Railway     | 0,098                             | 0,096                             | 0,108                             | 0,104                             | 0,117                             |
| Askam                              | ASK  | Cumbria                  | Barrow-in-Furness         | Northern Rail                | 0,047                             | 0,049                             | 0,054                             | 0,066                             | 0,043                             |
| Aslockton                          | ALK  | Nottinghamshire          | Rushcliffe                | East Midlands Railway        | 0,016                             | 0,019                             | 0,021                             | 0,021                             | 0,018                             |
| Aspatria                           | ASP  | Cumbria                  | Allerdale                 | Northern Rail                | 0,018                             | 0,022                             | 0,021                             | 0,026                             | 0,028                             |
| Aspley Guise                       | APG  | Bedfordshire             | Mid Bedfordshire          | West Midland Trains          | 0,011                             | 0,012                             | 0,011                             | 0,012                             | 0,014                             |
| Aston                              | AST  | West Midlands            | Birmingham                | West Midland Trains          | 0,162                             | 0,163                             | 0,168                             | 0,206                             | 0,341                             |
| Atherstone                         | ATH  | Warwickshire             | North Warwickshire        | West Midland Trains          | 0,002                             | 0,001                             | 0,003                             | 0,005                             | 0,011                             |
| Atherton                           | ATN  | Greater Manchester       | Wigan                     | Northern Rail                | 0,2                               | 0,226                             | 0,231                             | 0,239                             | 0,369                             |
| Attadale                           | ATT  | Highland                 |                           | ScotRail                     | 0                                 | 0                                 | 0                                 | 0                                 | 0                                 |
| Attenborough                       | ATB  | Nottinghamshire          | Broxtowe                  | East Midlands Railway        | 0,027                             | 0,025                             | 0,033                             | 0,038                             | 0,037                             |
| Attleborough                       | ATL  | Norfolk                  | Breckland                 | National Express East Anglia | 0,133                             | 0,139                             | 0,154                             | 0,151                             | 0,154                             |
| Auchinleck                         | AUK  | East Ayrshire            |                           | ScotRail                     | 0,036                             | 0,038                             | 0,039                             | 0,036                             | 0,038                             |
| Audley End                         | AUD  | Essex                    | Uttlesford                | National Express East Anglia | 0,751                             | 0,721                             | 0,729                             | 0,774                             | 0,766                             |
| Aughton Park                       | AUG  | Lancashire               | West Lancashire           | Merseyrail                   | 0,086                             | 0,083                             | 0,089                             | 0,086                             | 0,125                             |
| Aviemore                           | AVM  | Highland                 |                           | ScotRail                     | 0,081                             | 0,091                             | 0,101                             | 0,115                             | 0,121                             |
| Avoncliff                          | AVF  | Wiltshire                | West Wiltshire            | Great Western Railway        | 0,008                             | 0,011                             | 0,014                             | 0,015                             | 0,016                             |
| Avonmouth                          | AVN  | Bristol                  |                           | Great Western Railway        | 0,034                             | 0,043                             | 0,048                             | 0,044                             | 0,062                             |
| Axminster                          | AXM  | Devon                    | East Devon                | South West Trains            | 0,182                             | 0,176                             | 0,182                             | 0,206                             | 0,214                             |
| Aylesbury                          | AYS  | Buckinghamshire          | Aylesbury Vale            | Chiltern Railways            | 1,101                             | 1,049                             | 1,092                             | 1,13                              | 1,093                             |
| Aylesbury Vale Parkway             | AVP  | Buckinghamshire          | Aylesbury Vale            | Chiltern Railways            |                                   |                                   |                                   |                                   | 0,013                             |
| Aylesford                          | AYL  | Kent                     | Tonbridge and Malling     | Southeastern                 | 0,062                             | 0,083                             | 0,08                              | 0,093                             | 0,097                             |
| Aylesham                           | AYH  | Kent                     | Dover                     | Southeastern                 | 0,078                             | 0,09                              | 0,098                             | 0,094                             | 0,09                              |
| Ayr                                | AYR  | South Ayrshire           |                           | ScotRail                     | 1,257                             | 1,366                             | 1,417                             | 1,385                             | 1,649                             |

A · 
B · 
C · 
D · 
E · 
F · 
G · 
H · 
I · 
J · 
K · 
L · 
M · 
N · 
O · 
P · 
Q · 
R · 
S · 
T · 
U · 
V · 
W · 
X · 
Y · 
Z

Alle stations (sorteerbaar)